# Hans Wagner (Maler, 1902)

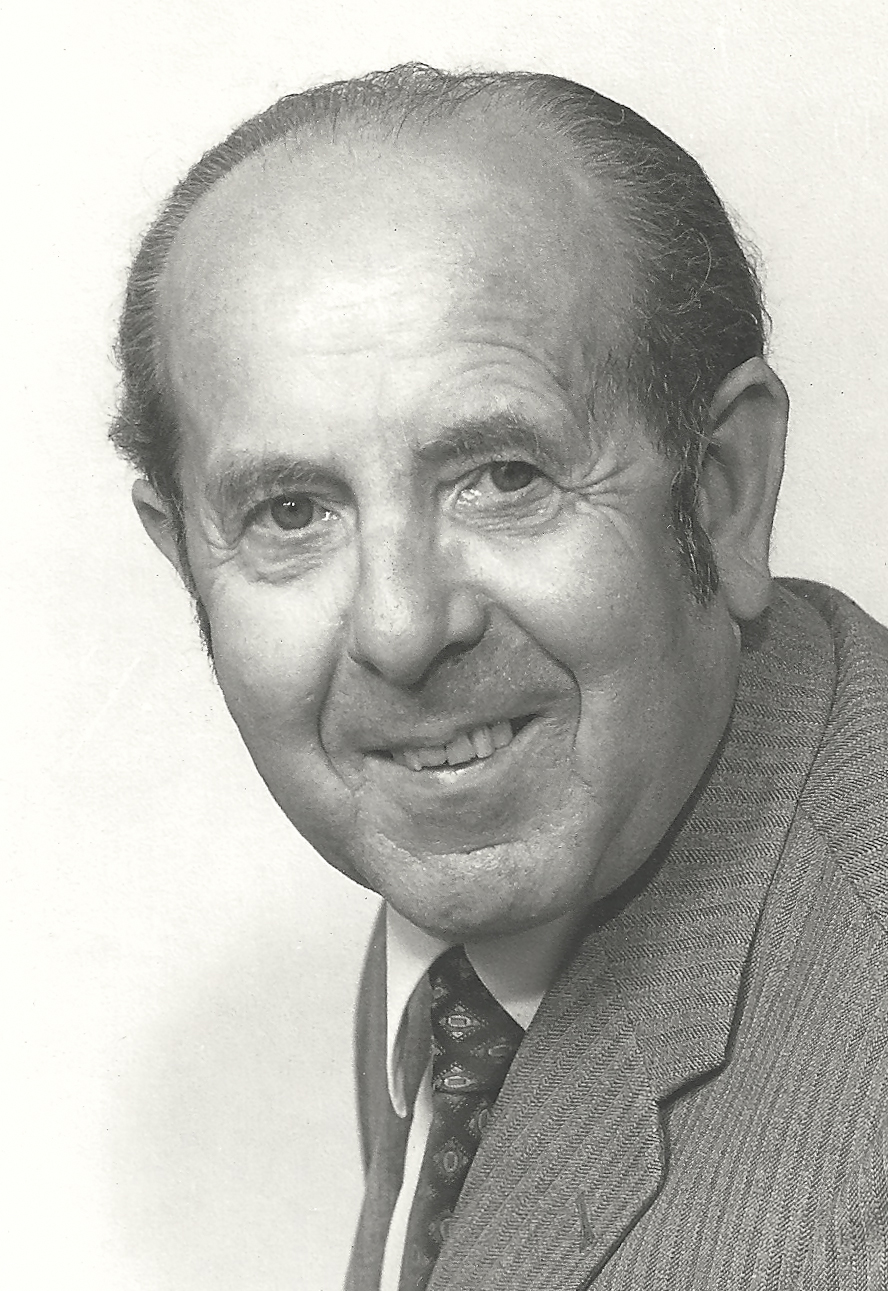
Hans Wagner (1970)

Hans Wagner (* 29. Mai 1902 in Wiesbaden; † 22. Februar 1980 in Mainz) war ein deutscher Maler.

## Leben und Werk
Der künstlerische Wirkungsort von Hans Wagner war vorwiegend in Wiesbaden, Westendstraße 8 in seinem Elternhaus. Der Vater Ludwig Wagner war Bildhauer und Stuckateur, sein Großvater Karl August Wagner war Bildhauer in Wiesbaden.
Hans Wagner besuchte die Kunstgewerbeschulen in Wiesbaden und Giebichenstein (Halle (Saale)), nahm Malunterricht bei Paul Dahlen, begann als Buchhändler und übte bis 1939 verschiedene Berufe aus, unter anderem als Entwerfer von Hut- und Modeschmuck.
1926 wurde Wagner Mitglied im Reichsverband Bildender Künstler in Deutschland. Von 1939 bis 1967 arbeitete er als wissenschaftlicher Zeichner am Landesamt für Kulturgeschichte und Bodenaltertümer in Wiesbaden (Leiter Ferdinand Kutsch 1927–1956 und Helmut Schoppa 1955–1972)
Studienreisen führten ihn in europäische Länder und Nordafrika. 1945 war er Mitbegründer des Rings bildender Künstler. Ab 1950 nahm er jährlich an allen Ausstellungen der Gruppe 50 Wiesbaden teil. Wagner war auch Mitbegründer dieser Gruppe.

### 1920er und 30er Jahre
Kennzeichnend für Wagners Malerei der frühen Jahre ab 1927 sind spätkubistische Kompositionen. In der Phase am Ende der 20er Jahre entstehen seine dunklen Bilder, in denen geheimnisvoll eine helle Blüte aufleuchtet, an Novalis mit seiner „Blauen Blume“ erinnernd.
Dazwischen entstanden immer auch Ölgemälde von Landschaften, Blumenbilder und Ansichten von städtischen Plätzen und Gebäuden (Rathaus in Marburg, Bauernhof in der Wachau 1932).
Hans Wagner war befreundet mit dem Maler Adolf Presber, der 1923 ein Porträt von ihm anfertigte (im Besitz der Erben Harald Wagner).

### 1940er und 50er Jahre
Danach kam eine Periode reiner Abstraktion, romantisch in ihrer Grundstimmung, flächig und mosaikartig. Wagners Bestreben in seiner Malerei war, die Geheimnisse in Allem, in der Natur zu bewahren, nichts zu entschleiern, enthüllen, sondern anzudeuten. So entstanden seine Tierbilder, Tiere mit den langen Hälsen, Tiere, die eine Verbindung mit der Natur haben. Es sind Landschaften, es sind Dinge, die fern der heutigen, nüchternen Welt liegen, die versuchen, das Geheimnis zu bewahren.
Und wenn man sie betrachtet, wenn man die Farben sieht, es wächst alles zusammen aus einer wunderbaren abendlichen Landschaft aus Tannen, Bäumen umgestaltet in Figuren, in Tiere. Hans Wagner versuchte, durch eine große Einheit zu schaffen, etwas zu bewahren, was in früheren Epochen die Maler bewegte eigentlich zu schaffen.
Danach entstehen die mystischen Tierfiguren („Mondtiere“) mit Flötenspielen.
Einfluss auf Wagners künstlerisches Schaffen hatten auch seine seit 1952 jährlichen Aufenthalte im Taunus/Rheingau im Wochenendhaus seines Bruders im Ortsteil Wisper (Heidenrod). In dieser Zeit entstanden immer wieder Skizzen und Aquarelle dieser Landschaften.

### 1960er und 70er Jahre

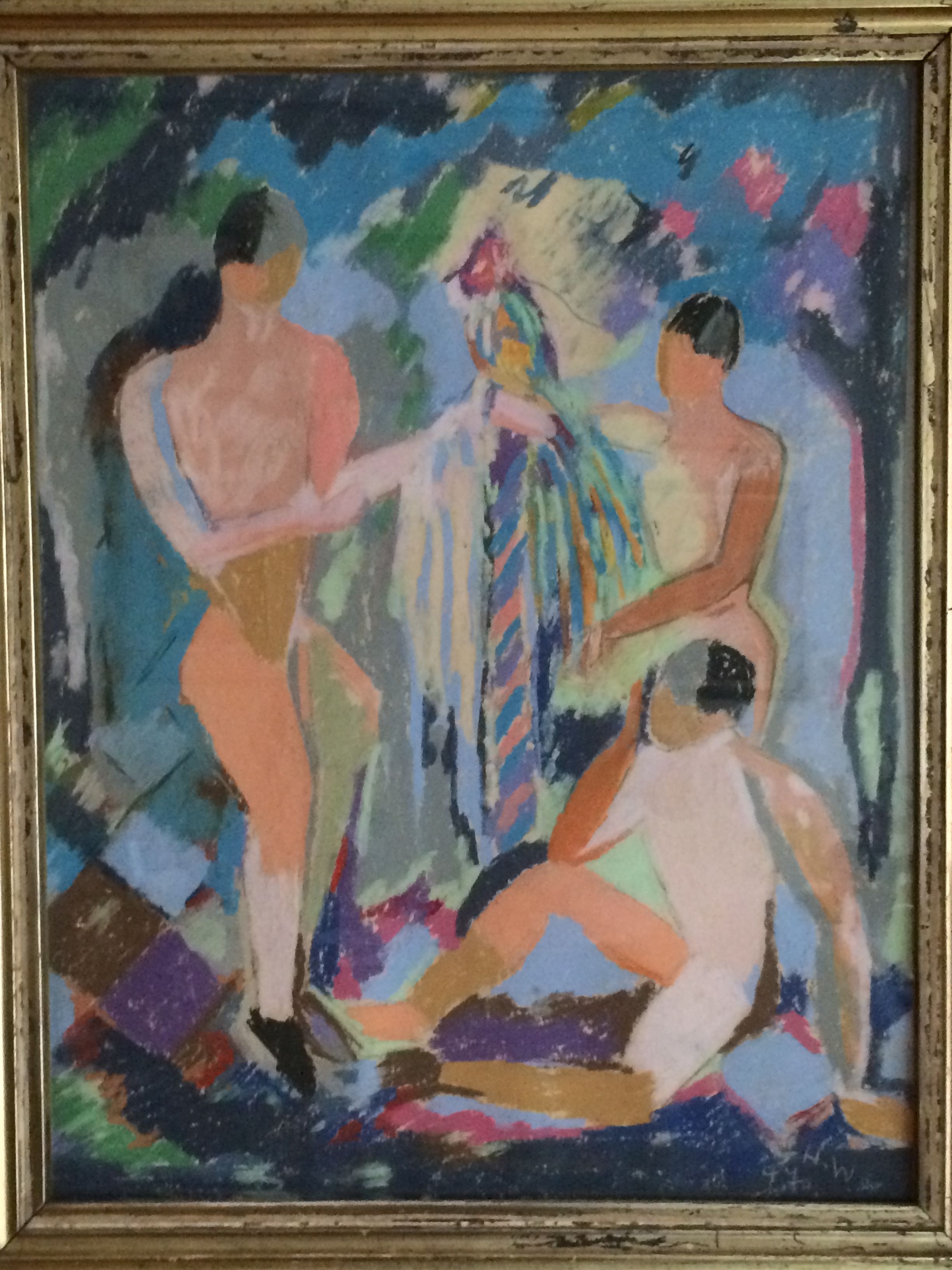
3 Jünglinge (Pastell, 1947)

In dieser Zeit experimentierte Wagner mit verschiedenen Materialien: Papier, Wachs, Acrylfarben und es entstanden Collagen und Stillleben. In den letzten Jahren seines Schaffens malte er auf Folie (Glasmalerei) mit intensiver Farbigkeit. Es entstanden viele, sehr farbige, verschiedenartige Blumenkompositionen.

## Werke
Die Werke von Hans Wagner befinden sich unter anderem in München, Wiesbaden und Bremen sowie bei Sammlern in Bad Godesberg und Bad Honnef, aber auch in Frankreich, England, den USA und Japan. Auch das Museum Wiesbaden und der Verein Kunstarche Wiesbaden besitzen einige Bilder.

## Ausstellungen
- 1927 Gruppenausstellung, erste Tierbilder in Pastell
- 1928/29 Ausstellung mit Wiesbadener Künstlern
- 1930 Beteiligung mit 3 Bildern an einer Ausstellung in Berlin
- 1931 Beteiligung Ausstellung Nassauischer Kunstverein Wiesbaden
- 1932 Beteiligung an der Staatspreis Ausstellung der Akademie in Berlin entwickelte sich eine Verbindung mit Herrn Hildebrand Gurlitt Berlin und in der Folge eine Verbindung mit Wilhelm Uhde Paris und Einladung nach Paris
- 1933 erste Kollektivausstellung im Museum durch Herrn Schenk von Schweinsberg, Erste Ausstellung blau Teppiche
- 1933 Ausstellung in Marburg mit (helfenden) Künstlern, Blaue Teppiche
- 1934 Ausstellung Marburger Kunstinstitut, Bleistiftzeichnungen und Landschaften
- 1945 Ausstellung Rathausstraße mit den Wiesbadener Malern Otto Ritschl, Alo Altripp, Weber, Erbach (Schirmherrschaft OB Redlhammer) Hans Heinrich Redlhammer
- 1946 Ausstellung des 'Ringes' im Nassauer Hof Wiesbaden
- 1947 Gründung Galerie Hillesheimer mit Ludwig Hillesheimer, 1. Kollektivausstellung mit Jawlensky, Otto Ritschl, Alo Altripp und Hans Wagner
- 1948 Ausstellung Universitätsmuseum Marburg mit 60 Werken durch Professor Richard Hamann[1]
- 1948 Beteiligung Ausstellung in Kassel, Heidelberg und Wiesbaden
- 1948 Frühjahrsausstellung „Ring bildender Künstler“ Wiesbaden[2]
- 1949 Frühjahrsausstellung „Ring bildender Künstler“ Wiesbaden Nassauer Hof[3]
- 1949 2. Kollektivausstellung in der Galerie Hillesheimer, Wiesbaden; weitere Beteiligungen in Kassel, Mainz, Stuttgart
- 1950 Neue Malerei Rhein-Main 1950 (Nassauischer Kunstverein)
- 1950 Künstlerwettbewerb „Wiesbaden 1950“ Preis Hans Wagner „in einem Cafe an der Wilhelmstraße“[4]
- 1950 Beteiligung Frankfurter Kunstkabinett Hanna Bekker vom Rath
- 1950 Ausstellung im Amerikahaus[5]
- 1950 Wiesbadener Kurier – Gespräch mit Hans Wagner, Klare Form, romantischer Gehalt.; Verfasser: TPH
- 1952 Weihnachtsausstellung (Nassauischer Kunstverein)
- 1951 Beteiligung Ausstellung 'Freie Darmstädter Künstler' auf der Mathildenhöhe[6]
- 1956 5. Kollektivausstellung Wiesbadener Künstler
- 1961 Wiesbadener Künstler (Nassauischer Kunstverein)
- 1962 Kollektivausstellung Wiesbadener Künstler im Museum zum 60. Geburtstag (Nassauischer Kunstverein)
- 1963 Ausstellung „Gruppe 50“ in Kiel
- 1962–1970 Beteiligung Ausstellungen Museum, Brunnenkolonaden
- 1964 Graphik Wiesbadener Künstler (Nassauischer Kunstverein)[7][8]
- 1969 Wiesbadener Maler in der Brunnenkolonnade[9]
- 1970 Malerischer Wettstreit mit Problemen der Zeit; Frühjahrsausstellung der Gruppe 50, Gruppe Real und Ring[10][11]
- 1972 5 Wiesbadener Maler, anlässlich des 125-jährigen Jubiläums (Nassauer Kunstverein), 3 eigene Räume, Überblick über Bilder Hans Wagners[12][13][14]
- 1975 Jubiläumsausstellung Gruppe 50 in der Klinik für Diagnostik[15]
- 1977 Wiesbadener Kurier (16./17. Juni 1977) Seite 9; Individuelle Lösungen und übergreifende Erscheinungen; Verfasser: Bruno Russ
- 1978 Ausstellung Brunnenkolonnade[16]
- 1981 Wiesbadener Künstler aus 3 Generationen[17]
- 1981 Gedächtnisausstellung Villa Clementine, Wiesbaden[18][19]

## „Quellen“
- Katalog Nassauischer Kunstverein, Ausstellung Malerei XX. Jahrhundert Nassauer Hof, September–November 1946
- Katalog Universitätsmuseum Marburg, Ausstellung Mai/Juni 1948
- Katalog Galerie Hillesheimer, Wiesbaden, Walkmühlstraße 1, 1949
- Katalog Gruppe 50 Wiesbaden, Ausstellung in Kiel April/Mai 1963
- Verschiedene Zeitungsartikel zu den Ausstellungen von 1948-1981 (2-15)
- Briefwechsel Galerie Gurlitt
- Klaus Feilke 1992 (Eigenverlag): Gedenkschrift Hans Wagner „Die Blaue Blume“
- Broschüre: Abschriften von Hans Wagner besprochenen Kassetten (1970) Zusammengestellt B. + Harald Wagner 9.2014, München
- gebundener Gedichtband 1982 (Zusammengestellt B.+H. Wagner München)
- Korrespondenz mit Wilhelm Uhde und Schwester Anne-Marie Uhde, Paris
- Schriftsteller Adalbert Luntowski gen. Reinwald 1883–1934, Abhandlung über die Malerei von Hans Wagner,
- Carl Emde Wiesbaden, Abhandlung Bilder Hans Wagner zur Ausstellung Galerie Hillesheimer im Taunus Hotel